# Найто, Тэцуя
Тэцу́я Найто (яп. 内藤哲也, род. 22 июня 1982, Адати) — японский рестлер, выступающий в New Japan Pro-Wrestling (NJPW), где он является лидером группировки Los Ingobernables de Japón.
Тэцуя Найто начал подготовку к карьере борца в 2000 году, сначала под руководством Энимала Хамагучи, а в 2004 году присоединился к NJPW, где прошел дальнейшее обучение. Он бывший чемпион NEVER в открытом весе, а также бывший командный чемпион IWGP и командный чемпион IWGP в полутяжёлом весе с бывшим партнером по команде No Limit Юдзиро Такахаси. Кроме того, Найто является победителем турниров G1 Climax, главного турнира NJPW в одиночном разряде, в 2013 и 2017 годах, а также New Japan Cup в 2016 году. Считается одним из самых популярных и успешных рестлеров в истории NJPW. В 2016 и 2017 годах Tokyo Sports наградил Найто высшей наградой издания — наградой самому ценному рестлеру. В 2020 году Найто стал первым человеком, который одновременно владел титулами чемпиона IWGP в тяжелом весе и интерконтинентального чемпиона IWGP, причем сделал это дважды, став трехкратным чемпионом IWGP в тяжелом весе и рекордным шестикратным интерконтинентальным чемпионом IWGP.

## Титулы и достижения
- New Japan Pro-Wrestling
  - Чемпион IWGP в тяжёлом весе (3 раза)[1]
  - Чемпион мира IWPG в тяжёлом весе (1 раз)
  - Интерконтинентальный чемпион IWGP (6 раз)[2]
  - Командный чемпион IWGP в полутяжёлом весе (1 раз) — с Юдзиро Такахаси[3]
  - Командный чемпион IWGP (2 раза) — с Юдзиро Такахаси (1) и Санадой (1)[4][5]
  - Чемпион NEVER в открытом весе (1 раз)
  - G1 Climax (2013, 2017)[6][7]
  - New Japan Cup (2016)[8]
  - Лучший поединок New Japan Pro-Wrestling (2016) против Кенни Омеги 13 августа[9][10]
  - Самый ценный рестлер New Japan Pro-Wrestling (2016)[11][12]
- Nikkan Sports
  - Самый ценный рестлер (2016)
  - Матч года (2016)против Кенни Омеги 13 августа
- Pro Wrestling Illustrated
  - № 5 в топ 500 рестлеров в рейтинге PWI 500 в 2020[13]
- Sports Illustrated
  - № 4 в топ 10 рестлеров в 2020[14]
- Tokyo Sports
  - Награда за лучший бой (2020) пр. Кадзутика Окада на Wrestle Kingdom 14
  - Самый ценный рестлер (2016, 2017, 2020)
  - Награда за технику (2018)
- Wrestling Observer Newsletter
  - Самый харизматичный (2017, 2018)[15]
  - Лучший образ (2017) Los Ingobernables de Japón[15]
  - Самый ценный рестлер Японии (2020)[16]

### Luchas de Apuestas
| Победитель                                 | Проигравший                        | Место           | Шоу                        | Дата           | Прим.  |
| ------------------------------------------ | ---------------------------------- | --------------- | -------------------------- | -------------- | ------ |
| Найто (волосы)                             | Тоскано (волосы)                   | Мехико, Мексика | Infierno en el Ring (2009) | 31 июля 2009   | [ 17 ] |
| Эль Тексано-младший и Эль Террибл (волосы) | No Limit (Юдзиро и Найто) (волосы) | Мехико, Мексика | Sin Salida                 | 4 декабря 2009 | [ 18 ] |